# Глубинный дренаж
Глуби́нный дрена́ж — метод понижения грунтовых вод и отведения воды за пределы участка (сооружения) с помощью системы дренажных труб (дрен), уложенных по всему периметру осушаемого участка.

## Решаемые задачи
Для эффективной защиты заглубленных и подземных сооружений от проникновения грунтовых и ливневых вод необходимо решить задачи гидроизоляции фундамента, а также сбора и эффективного отведения воды. Избыток влаги на территории застройки грозит серьёзными материальными потерями: сокращением срока службы фундамента, инженерного оборудования, подтоплением подвальных помещений, загниванию корневой системы растений на участке.
В случае, если участок будущей застройки заболочен, располагается в низине (или других местах с избыточным увлажнением), необходимо использовать глубинный дренаж. Существует мнение, что в условиях Средней полосы России глубинный дренаж необходим в подавляющем большинстве случаев застройки и благоустройства земельных участков. Без него можно обойтись только на участках, расположенных на возвышенностях, где уровень залегания грунтовых вод не выше 1,5 метра и почва хорошо дренируется.

## Особенности
Глубинный дренаж — это система прокладываемых под землей труб (дрен), которые уложены по всему периметру фундамента сооружений (периметру участка). Дрены расположены под уклоном. Уровень залегания труб обычно ниже уровня фундамента или фундаментной подушки. В случае отсутствия на участке естественного уклона (распространённый случай) необходимо устраивать дренажные колодцы.
Все дренажные трубы соединяются внутри дренажных колодцев, причём, заглубление колодца должно быть ниже дрены, входящей в него. Дренажный колодец чаще всего состоит из бетонных колодезных колец или специальной гофрированной трубы ПВХ. Такие колодцы позволяют контролировать уровень грунтовых вод и, в случае необходимости, промыть дренажные трубы. По отводной трубе вода сбрасывается от здания к перепускному колодцу, который устраивается в самой нижней части участка. Вода, которая собирается в трубах почвенного дренажа, тоже попадает в перепускной колодец. Внутри него устанавливаются насосы, обеспечивающие перекачку воды за территорию участка.

## Устройство
Устройство глубинного дренажа начинают с выкапывания траншеи рассчитанной специалистами глубины с небольшим уклоном в сторону естественного водостока, если таковой имеется, или по направлению к дренажному колодцу. Дно траншеи покрывается щебнем (гравием) и песком. На образовавшуюся подушку закладывают перфорированные дренажные трубы (с отверстиями для проникновения воды).
Когда трубы уложены, канаву можно засыпать песком и щебнем и прикрыть сверху слоем дёрна. Как правило, прокладывают несколько траншей, располагая их в виде ёлочки. Из боковых дрен вода попадает в центральную дрену, затем отводится в дренажный колодец или за пределы участка. Устраивать дренажные колодцы необходимо тогда, когда отводить воду некуда, или на участке отсутствует достаточный естественный уклон.
Для дренажа и осушения больших участков (полей, болот) применяют дренажные машины.